# Championnats du monde d'aquathlon 2007
Les Championnats du monde d'aquathlon 2007 présentent les résultats des championnats mondiaux d'aquathlon  en 2007 organisés par la fédération internationale de triathlon.
Les 10e championnats se sont déroulés à Ixtapa au Mexique le 12 mai 2007.

## Distances parcourues
| Distances course (kilomètres) | Distances course (kilomètres) | Distances course (kilomètres) |
| Course à pied                 | Natation                      | Course à pied                 |
| ----------------------------- | ----------------------------- | ----------------------------- |
| 2,5                           | 1                             | 2,5                           |

## Résultats

### Élite
| Rang               | Athlète          | Pays    | Temps       |
| ------------------ | ---------------- | ------- | ----------- |
| Médaille d'or      | Sergio Sarmiento | Mexique | 29 min 54 s |
| Médaille d'argent  | Antonio Mansur   | Brésil  | 30 min 26 s |
| Médaille de bronze | Eder Mejia       | Mexique | 30 min 46 s |

| Rang               | Athlète          | Pays       | Temps       |
| ------------------ | ---------------- | ---------- | ----------- |
| Médaille d'or      | Sarah Groff      | États-Unis | 32 min 52 s |
| Médaille d'argent  | Kelly Cook       | États-Unis | 33 min 11 s |
| Médaille de bronze | Ayesha Rollinson | Canada     | 36 min 55 s |

### Junior
| Rang               | Athlète           | Pays    | Temps       |
| ------------------ | ----------------- | ------- | ----------- |
| Médaille d'or      | Jassiel Rodriguez | Mexique | 31 min 49 s |
| Médaille d'argent  | César Cardenas    | Mexique | 32 min 18 s |
| Médaille de bronze | Yllana Orlando    | Mexique | 32 min 19 s |

| Rang               | Athlète               | Pays    | Temps       |
| ------------------ | --------------------- | ------- | ----------- |
| Médaille d'or      | Ruth Gris             | Mexique | 33 min 33 s |
| Médaille d'argent  | Marina Saucedo        | Mexique | 35 min 43 s |
| Médaille de bronze | Amalia Isabel Sanchez | Mexique | 37 min 53 s |

## Tableau des médailles
| Rang  | Nation     | Or | Argent | Bronze | Total |
| ----- | ---------- | -- | ------ | ------ | ----- |
| 1     | Mexique    | 3  | 2      | 3      | 8     |
| 2     | États-Unis | 1  | 1      | 0      | 2     |
| 3     | Brésil     | 0  | 1      | 0      | 1     |
| 4     | Canada     | 0  | 0      | 1      | 1     |
| Total | Total      | 4  | 4      | 4      | 12    |